# Christine de Colombel
Christine de Colombel (* 27. November 1943 in Rouen) ist eine französische Bergsteigerin, insbesondere Höhenbergsteigerin, und Autorin.

## Familie
Christine wurde am 27. November 1943 in Rouen als Tochter einer adligen Familie in der Normandie geboren. Ihr Vater ist Emmanuel de Colombel (1903–1984), ihre Mutter Cécile Watine (1918–2009).
Sie nahm 1982 an einem Besteigungsversuch des K2 teil, der von Wanda Rutkiewicz geleitet wurde.

## Werke
- 1977 : 1000 mètres de vide : Une première féminine dans le Yosémite (Nathan),
- 1978 : Les Grands de la montagne,
- 1981 : Voyage au bout du vide : une cordée alpine au Masherbrum,
- 1983 : Verdon sans frontières ; Koautor David Belden,
- 1984 : Voix de Femme au K2, une expédition franco-polonaise sur le deuxième sommet du monde,
- 1985 : L’alpinisme : randonnée et trekking,
- 1991 : Everest, l’impossible exploit, expédition Marc Batard 1990
- 2000 : Der Siegreiche Berg : Eine Zweier-Mannschaft kämpft um den Masherbrum (Übersetzung von „Voyage au bout du vide“)